# Met je ogen dicht
Met je ogen dicht is het zesde album van Rob de Nijs, verschenen in maart 1980. Het album was dat jaar het best verkochte muziekalbum in Nederland en het stond op nummer 1 in de album top 100 van 1980. Het was de eerste plaat die De Nijs uitbracht op het EMI-label en bevat klassiekers als Zondag en Foto van vroeger.
Op 10 september 1980 kreeg De Nijs uit handen van Cliff Richard een platina plaat voor dit album. Het openingslied Nu de nachten nog is een cover van Cliff Richards Miss You Nights.

## Tracklijst
Hieronder het overzicht van de nummers op het album.
| #  | Titel                 | Lengte |
| -- | --------------------- | ------ |
| 1  | Nu De Nachten Nog     | 3:46   |
| 2  | Zondag                | 3:02   |
| 3  | Wat Een Waanzin       | 3:11   |
| 4  | Hilda                 | 4:17   |
| 5  | Hier In Dit Hotel     | 4:08   |
| 6  | Roze Droom            | 3:47   |
| 7  | Alleen Is Maar Alleen | 2:46   |
| 8  | Wat Was Het Waard     | 3:30   |
| 9  | Zeven Dagen           | 3:22   |
| 10 | Liever Dan Lieveling  | 3:18   |
| 11 | Signalement           | 3:49   |
| 12 | Foto Van Vroeger      | 4:40   |